# 최영구
최영구(崔榮九, 생몰년 미상)은 대한제국 초기에 활동한 일진회 평의원이다.

## 대한제국 시기
1904년 10월 일진회 평의원에 선출되었다. 1905년 1월부터 12월까지 일진회 경부위원장, 같은 해 8월 일진회 경상남도지부 회장을 맡았다. 1907년 5월 황주군에서 의병들이 일진회 회원을 처단한 것을 계기로 일진회 회장 이용구를 비롯한 임원들과 함께 민심 수습을 위해 서북지역 순회연설회에 참여했다, 같은 해 8월 일진회가 자체적으로 거행한 ‘순종 황제 즉위 경축식’에서 회원들의 지휘, 감독을 맡았다. 1908년 8월 일진회 4주년 기념식 때 다과위원을 맡았고, 같은 해 12월 평의원에 다시 선출되었다. 1910년 1월 시천교임원 개선 때 집강에 임명되었고, 일진회 해산 후에는 시천교에서 활동했다.

## 일제강점기
1924년 송병준이 교주로 있던 견지종 시천교를 이끌었으며, 시천교 현도 공조자의 한사람으로 인정받았다.